# 木滑和生
木滑 和生（きなめり かずお、1956年8月15日 - ）は日本の実業家。ダンロップスポーツ元社長、住友ゴム工業副社長。

## 人物・略歴
1979年大阪市立大学商学部を卒業。住友ゴム工業に入社。スポーツ企画課長だった頃にゴルフブランドのXXIO（ゼクシオ）を企画し、後に大成功。2003年にSRIスポーツとして独立し、取締役となる。2015年社長に就任。2018年ダンロップスポーツが住友ゴムに吸収合併されるのに伴い、住友ゴム副社長に就任した。祖父母が碁会所を営んでいたい影響で囲碁に親しみ、大学時代は囲碁部に所属しており、4年生の頃に関西１部優勝を達成し、関西代表となった。